# PyScript
PyScript — фреймворк, який дозволяє запускати в браузері програми на Python з використанням HTML-інтерфейсу.      
Фреймворк анонсували 30 квітня 2022 року на конференції PyCon 2022 у складі дистрибутиву Anaconda.

## Компоненти
Деякі з основних компонентів: 
- Python в браузері. Уможливлення drop-in контенту, зовнішнього хостингу файлів і  застосунків без залежності від конфігурації на стороні сервера
- Екосистема Python. Використання багатьох популярних пакетів Python, навіть з наукового стеку (такі як numpy, Pandas, scikit-learn та інші)
- Python з JavaScript. Двосторонній зв'язок між об'єктами Python та JavaScript
- Керування середовищем. Дозволити користувачам визначити, які пакунки і файли слід включати для коду сторінки
- Візуальна розробка додатків. Використання компонентів інтерфейсу користувача, таких як кнопки, контейнери, текстові скриньки і багато іншого
- Гнучкі рамки. Гнучкий фреймворк, який можна використовувати для створення та обміну новими з'єднуваними та розширюваним компонентами безпосередньо в Python

PyScript — це просто HTML, посилений екосистемою бібліотек Python.
Умовно Pyscript складається з трьох основних частин: py-env, py-script і py-repl.

## Приклад коду
```
#      Хотів би ти використовувати Python прямо в браузері?                         

<
html
>

    
<
head
>

      
<
link
 
rel
=
"stylesheet"
 
href
=
"https://pyscript.net/alpha/pyscript.css"
 
/>

      
<
script
 
defer
 
src
=
"https://pyscript.net/alpha/pyscript.js"
></
script
>

    
</
head
>

    
<
body
>

      
<
py-script
>
 print('Тепер ти можеш!') 
</
py-script
>

    
</
body
>

</
html
>

```